# (4670) Yoshinogawa
(4670) Yoshinogawa (1987 YJ) – planetoida z grupy pasa głównego asteroid okrążająca Słońce w ciągu 3 lat i 130 dni w średniej odległości 2,24 j.a. Została odkryta 19 grudnia 1987 roku.